# Hedwig Bienkowski-Andersson
Hedwig Bienkowski-Andersson, född 8 mars 1904 i Ljungbyhed, Sverige, död 30 december 1984 i Hochstetten-Dhaun, var en tysk-svensk författare, poet, essäist och aforistiker.
Bienkowski-Andersson föddes som andra barnet på familjens gods i Ljungbyhed, drivet av fadern Ernst Andersson. Hedwigs moder, också kallad Hedwig, född Herrmann, och dotter till en landägare, kom från kreis Rößel. Föräldrarna gifte sig 1904. Hennes lillasyster var den tyska konstnären Ingrid Wagner-Andersson. Kort efter hennes födsel flyttade familjen till Ermland. Bienkowski-Andersson gick efter grundskolan vid gymnasiet i Allenstein och Luisenskolan, innan hon började vid lärarseminariet. 1922 lämnade hon lärarseminariet för att gifta sig med Hugo Bienkowski. De flyttade in i sitt eget hus, byggt på ett hörn av faderns mark på Hohensteiner Strasse.
Hon skrev sina första dikter 1927, som behandlade hennes moders död. Dikterna kom snart att tryckas i lokala tidskrifter som Allensteiner Volksblatt, liksom i österrikiska Sonnenland. Hennes debutdikt i Sonnenland trycktes jämsides med den kände österrikiska poeten Richard Schaukal.1945 flyttade hon till Sverige för en kort tid för att undkomma Sovjetunionen, men hon och maken kunde inte försörja sig, så de återvände 1949 till Tyskland. När Bienkowski-Anderssons make dog ett tiotal år senare började hon mer aktivt att skriva prosa, särskilt aforismer.
Poesin präglades av djup religiositet och hemkärlek. Poesin har tryckts i åtskilliga antologier, tidskrifter, tidningar och kalendrar. 1966 publicerades hennes memoarer av ungdomen i Allenstein, som Unvergessenes Jugendland, och 1969 gavs diktsamlingen Geliebtes Leben ut. 1973 gavs aforismsamlingen Vertrauen sieht überall Licht ut, och 1978 gavs hennes samlade verk ut. Hon fick fina litteraturpriser i bland annat Amsterdam och Zürich.